# Une étoile est née (film, 1937)
Pour les articles homonymes, voir Une étoile est née.
Pour plus de détails, voir Fiche technique et Distribution.
Une étoile est née (A Star Is Born) est un film américain réalisé par William A. Wellman et sorti en 1937.

## Synopsis
Une apprentie actrice s'installe à Hollywood dans l'espoir de devenir une vedette. Elle rencontre Norman Maine, un acteur établi ayant des problèmes d'alcoolisme.
Le film s'inspire de la vie de Barbara Stanwyck et de son mari Frank Fay.

## Fiche technique
- Titre original : A Star Is Born
- Titre français : Une étoile est née
- Réalisation : William A. Wellman
- Scénario : Dorothy Parker, Alan Campbell
- Décors : Lyle R. Wheeler
- Costumes : Omar Kiam
- Photographie : W. Howard Greene
- Montage : Hal C. Kern, James E. Newcom et Anson Stevenson (non crédité)
- Musique : Max Steiner
- Production : David O. Selznick
- Société de production : Selznick International Pictures
- Société de distribution : United Artists
- Pays de production :  États-Unis
- Langue : anglais
- Genre : Drame
- Format : Couleurs (Technicolor) - 35 mm - 1,37:1 - son mono (Western Electric Sound System Noiseless Recording)
- Durée : 111 minutes
- Dates de sortie : 
  - États-Unis :  20 avril 1937 (première mondiale à Los Angeles) ;  27 avril 1937 (sortie nationale)

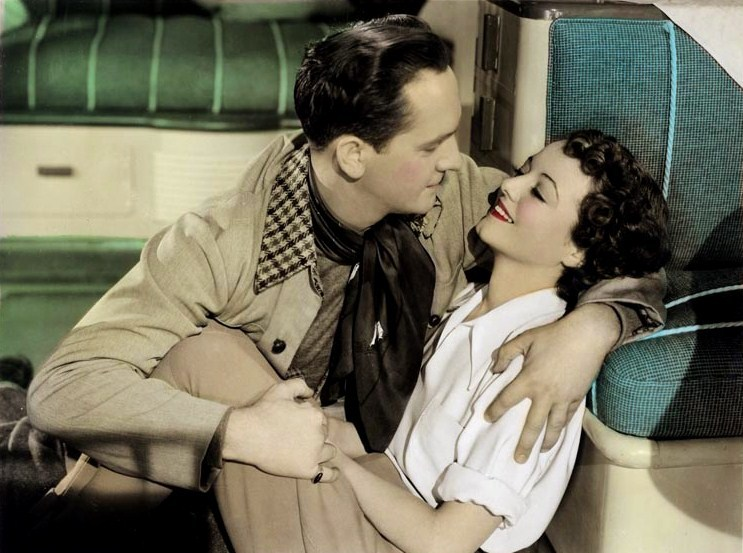
Fredric March et Janet Gaynor.

  - France : 3 septembre 1937

## Distribution
- Janet Gaynor : Esther Blodgett / Vicki Lester
- Fredric March : Norman Maine
- Adolphe Menjou : Oliver Niles
- May Robson : Grand-mère Lettie
- Andy Devine : Daniel « Danny » McGuire
- Lionel Stander : Matt Libby
- Owen Moore : Casey Burke
- Peggy Wood : Mlle Phillips
- Elizabeth Jenns : Anita Regis
- Edgar Kennedy : Pop Randall
- J. C. Nugent : M. Blodgett
- Guinn Williams : le professeur de maintien

Acteurs non crédités
- Jean Acker : une femme à l'avant-première
- Irving Bacon : L'Agent de Station
- Vince Barnett : Otto
- Clara Blandick : tante Mattie
- Wade Boteler : le flic de Santa Anita
- Helene Chadwick : une femme a l'avant-premiere
- George Chandler : un livreur
- Pat Flaherty : « Cuddles »
- Francis Ford : William Gregory
- Jonathan Hale : George J. Parris
- Grace Hayle : une femme dans la foule funéraire
- Edward Hearn : un employé du sanatorium
- Robert Homans : l'huissier du tribunal
- Olin Howland : Judd Baker
- Arthur Hoyt : l'assistant du maquilleur
- Claude King : M. John
- Carole Landis : une fille en béret au bar de Santa Anita
- Chris-Pin Martin : José Rodriguez
- Edwin Maxwell : la voix du coach
- Marshall Neilan : Bert
- Robert Emmett O'Connor : le barman du club de Santa Anita
- Dennis O'Keefe : le petit frère de Casey Burke
- Osgood Perkins : Otto
- Franklin Pangborn : Billy Moon
- Jed Prouty : Artie Carver
- Tom Ricketts : Ray
- Paul Stanton : le présentateur d'Academy Award
- Margaret Tallichet : Marion
- Fred "Snowflake" Toones : le témoin noir
- Gayne Whitman : l'animateur de la radio du théâtre chinois de Grauman
- Charles Williams : Hanley
- Clarence Wilson : le juge de paix

## Distinctions
Le film fut nommé sept fois aux Oscars 1938 et remporta celui de la meilleure histoire originale.

## Autour du film

### Remakes
Quatre remakes ont été produits : le premier en 1954 (avec Judy Garland), le deuxième en 1976 (avec Barbra Streisand), Aashiqui 2 en 2013 (avec Shraddha Kapoor) et le quatrième (réalisé par Bradley Cooper avec Lady Gaga) est sorti en 2018.
En 2001, Glitter, avec Mariah Carey dans son propre rôle, a emprunté de nombreux éléments du scénario. En 2011, Michel Hazanavicius dit s'être également inspiré du scénario pour The Artist.

### Film en VO
- A Star Is Born en VO, disponible gratuitement sur Internet Archive (domaine public)